# 6つのトリオ・ソナタ
6つのトリオ・ソナタ BWV 525-530 は、ヨハン・ゼバスティアン・バッハが作曲したオルガン曲集である。6つのオルガン・ソナタとも呼ばれる。

## 概要
1727年から1732年にかけて作曲されたと考えられており、右手パート、左手パート、足鍵盤パートが、完全に独立した3つの声部となっており、バロック音楽における室内楽合奏曲の一分野であったトリオ・ソナタ、すなわち2つの独奏旋律楽器と通奏低音の3パートの合奏形式で作曲されたものをオルガン1台で演奏するという、野心的な試みがなされている。この曲は息子のヴィルヘルム・フリーデマン・バッハの音楽教育用に作曲されたと言われている。各曲は急-緩-急の3楽章構成で作曲されているが、第4番のみ、第1楽章の冒頭にアダージョの序奏部が加えられている。
室内楽曲としてみても非常に魅力的な音楽であるため、この曲を敢えて通常のトリオ・ソナタの形式に編曲し直して、ヴァイオリン、フルートと通奏低音（チェンバロと、チェロまたはビオラ・ダ・ガンバ）などの組み合わせで4人で演奏することもしばしば行われ、そのような編曲の録音も行われている。

## 構成

### 第1番 変ホ長調 BWV 525
- 第1楽章 (アレグロ)
変ホ長調、2分の2拍子。
- 第2楽章 アダージョ
ハ短調、8分の12拍子。
- 第3楽章 アレグロ
変ホ長調、4分の3拍子。

最近の研究では、このソナタはリコーダーとオーボエと通奏低音のために書かれたヘ長調のトリオ・ソナタに基づいていると考えられている。

### 第2番 ハ短調 BWV 526
- 第1楽章 ヴィヴァーチェ
ハ短調、2分の2拍子。
- 第2楽章 ラルゴ
変ホ長調、4分の3拍子。
- 第3楽章 アレグロ
ハ短調、2分の2拍子。

オーストリアの作曲家ヴォルフガング・アマデウス・モーツァルトは、後にこのソナタの第2楽章と第3楽章を弦楽三重奏用（6つの前奏曲とフーガ K. 404a）に編曲している。

### 第3番 ニ短調 BWV 527
- 第1楽章 アンダンテ
ニ短調、4分の2拍子。
- 第2楽章 アダージョ・エ・ドルチェ
ヘ長調、8分の6拍子。
- 第3楽章 ヴィヴァーチェ
ニ短調、8分の3拍子。

このソナタの第2楽章は、後にフルート、ヴァイオリンとチェンバロのための三重協奏曲 イ短調 BWV 1044の第2楽章として流用されているほか、モーツァルトが後に、同じくこのソナタの第2楽章を弦楽三重奏用に編曲している。

### 第4番 ホ短調 BWV 528
- 第1楽章 アダージョ - ヴィヴァーチェ
ホ短調、4分の4拍子 - 4分の3拍子。
- 第2楽章 アンダンテ
ロ短調、4分の4拍子。
- 第3楽章 ウン・ポコ・アレグロ
ホ短調、8分の3拍子。

このソナタの第1楽章は、カンタータ第76番「天は神の栄光を語る」BWV 76の第2部冒頭のシンフォニアから流用したものである。

### 第5番 ハ長調 BWV 529
- 第1楽章 アレグロ
ハ長調、4分の3拍子。
- 第2楽章 ラルゴ
イ短調、8分の6拍子。
- 第3楽章 アレグロ
ハ長調、4分の2拍子。

### 第6番 ト長調 BWV 530
- 第1楽章 ヴィヴァーチェ
ト長調、4分の2拍子。
- 第2楽章 レント
ホ短調、8分の6拍子。
- 第3楽章 アレグロ
ト長調、2分の2拍子。